# Provincia de Víborg
La provincia de Víborg o de Viipuri (en finés: Viipurin lääni, generalmente abreviado Vpl, en sueco: Viborgs län) fue una provincia de Finlandia desde 1812 hasta 1945.

Escudo entre 1812 y 1917
Escudo después de 1917

## Historia

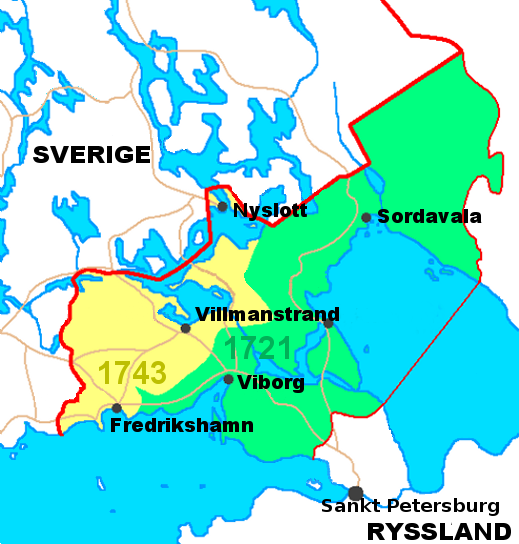
Territorios cedidos por Suecia a Rusia en el.

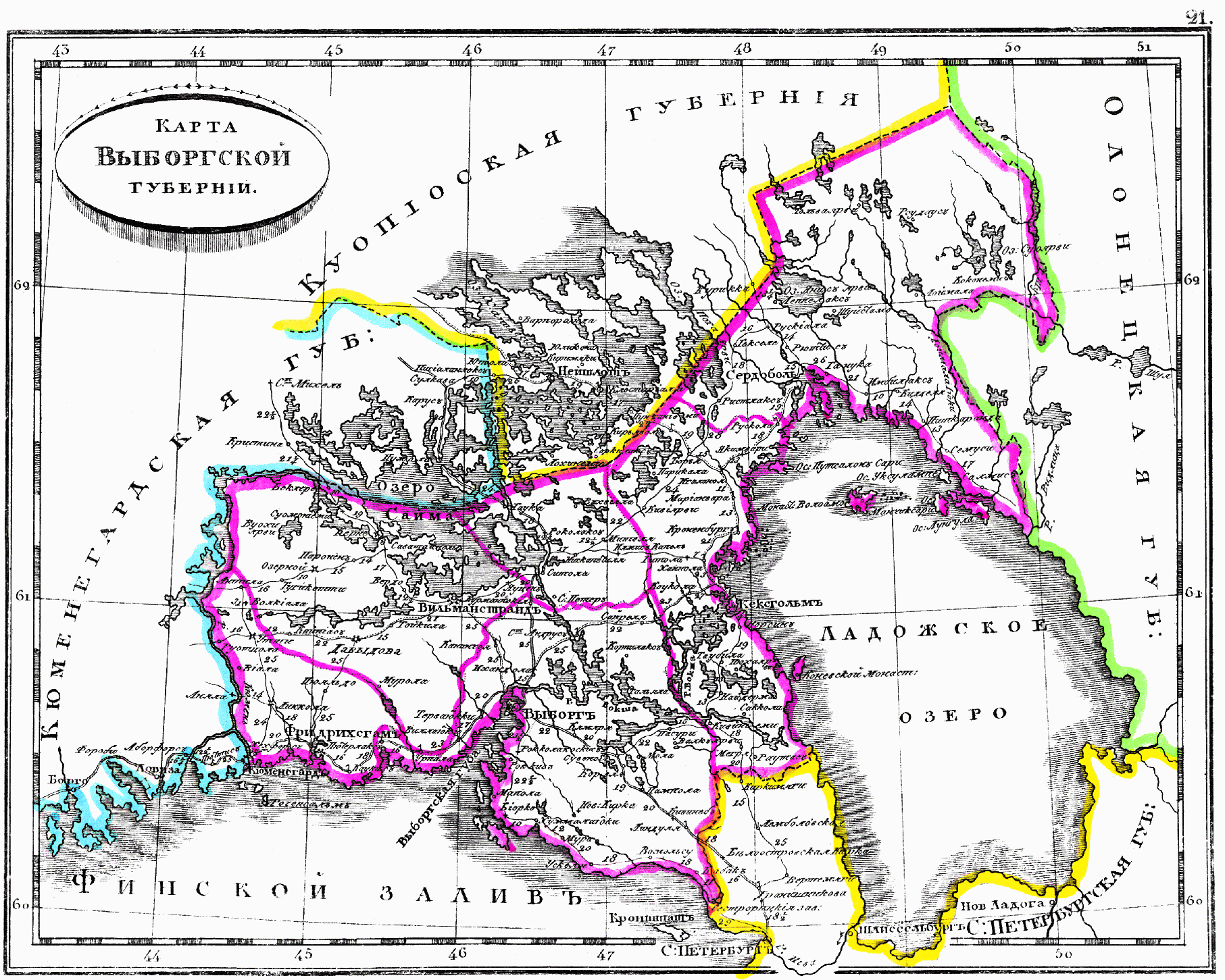
La gobernación de Víborg en el Imperio ruso, 1835.

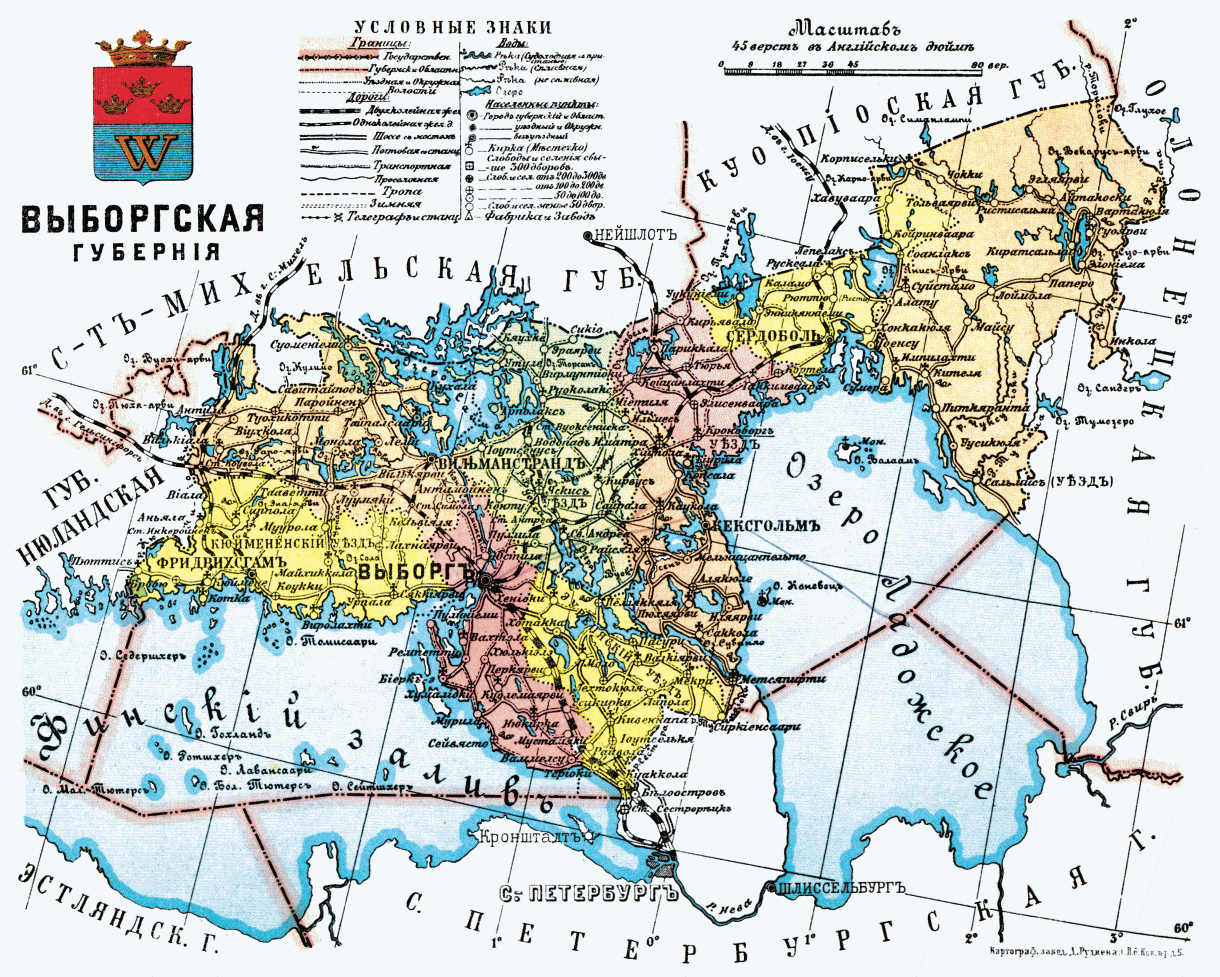
La gobernación de Víborg en el Imperio ruso, 1913.

El predecesor de la provincia fue la gobernación de Víborg, que se estableció en 1744 a partir de los territorios cedidos por el Imperio sueco a Rusia en 1721 (tratado de Nystad) y en 1743 (tratado de Åbo). Estos territorios se originaron como partes de la provincia de Víborg y Nyslott y la provincia de Kexholm en 1721, y partes de la provincia de Savonia y Kymmenegård en 1743. La gobernación también era conocida como la Vieja Finlandia.
Durante las Guerras napoleónicas, el Reino de Suecia se había aliado con el Imperio ruso, el Reino Unido y otras partes contra la Francia napoleónica. Sin embargo, tras el tratado de Tilsit de 1807, Rusia hizo las paces con Francia. En 1808, con el apoyo de Francia, Rusia desafió con éxito el control sueco sobre Finlandia en la Guerra finlandesa. En el tratado de Fredrikshamn del 17 de septiembre de 1809, Suecia se vio obligada a ceder todo su territorio en Finlandia al este del río Torne a Rusia. Los territorios cedidos se convirtieron en parte del Imperio ruso y se reconstituyeron en el Gran Ducado de Finlandia, con el zar ruso como Gran Duque.
En 1812, los territorios de la gobernación de Víborg fueron transferidos de Rusia propiamente dicha al Gran Ducado de Finlandia y establecidos como provincia de Viipuri. La transferencia anunciada por el zar Alejandro I justo antes de Navidad, el 23 de diciembre de 1811 (4 de enero de 1812), puede verse como un gesto simbólico y un intento de apaciguar el sentimiento nacionalista de la población finlandesa, que acababa de experimentar la conquista rusa de su país por la fuerza. Siestarjoki fue transferido a la gobernación de San Petersburgo en 1864.
Cuando Finlandia se independizó de Rusia en 1917, el estatus de la provincia de Víborg se mantuvo sin cambios. La capital provincial, Víborg (en sueco: Viborg, en finés: Viipuri), era la segunda ciudad más grande de Finlandia en ese momento.

### Segunda Guerra Mundial

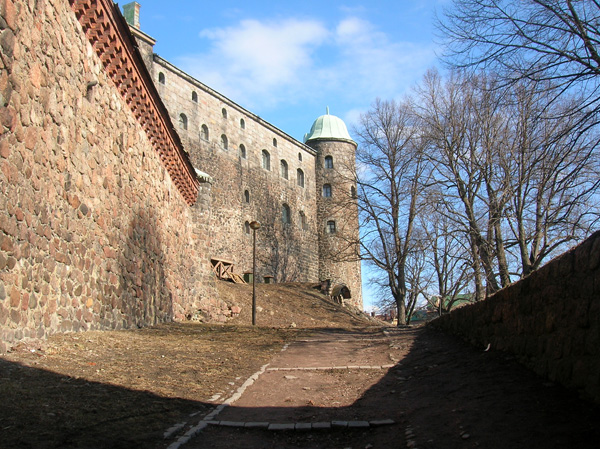
Muros fortificados del Castillo de Víborg.

El 1 de septiembre de 1939, la Alemania nazi invadió la Segunda República Polaca y comenzó la Segunda Guerra Mundial. De conformidad con los protocolos secretos del pacto Mólotov-Ribbentrop, el 17 de septiembre de 1939, la URSS invadió Polonia desde el este. En unos meses, la Unión Soviética lanzó una guerra contra Finlandia. Como resultado de esta guerra, Finlandia se vio obligada a ceder territorio, incluidas partes de la provincia de Víborg, a la Unión Soviética en el tratado de Paz de Moscú a principios de 1940. Finlandia perdió su frontera natural a lo largo del río Rajajoki en el sur (renombrado río Sestrá en Rusia). 22 973 km², o 71.5 por ciento de la provincia en el istmo de Carelia, incluidas las ciudades de Viipuri y Sortavala, se convirtieron en parte de la RSS Carelo-Finesa recientemente establecida en la Unión Soviética. Tras el tratado de paz, toda la población de los territorios cedidos, más de cuatrocientas mil personas, fue evacuada al centro de Finlandia.
En 1941, estalló la Guerra de Continuación y Finlandia recuperó los territorios, pero en 1944 sus fuerzas fueron rechazadas y el Armisticio de Moscú el 19 de septiembre de 1944 y el Tratado de Paz de París en 1947 confirmaron nuevamente las pérdidas territoriales.
Los evacuados de la guerra de Invierno habían regresado después de la ofensiva finlandesa en 1941 y fueron evacuados nuevamente en 1944 después del contraataque soviético, y los territorios fueron repoblados por personas de otras partes de la Unión Soviética. Esta vez, el istmo de Carelia se convirtió en parte de los distritos de Víborg y Priozersk del óblast de Leningrado, y solo la Carelia fronteriza y la de Ládoga se convirtieron en parte de la RSS Carelo-Finesa.
Mientras que Ládoga Carelia retuvo la mayoría de sus topónimos originales, la gran mayoría de los topónimos en el istmo de Carelia fueron renombrados por el gobierno soviético alrededor de 1948. En 1945, las partes de la provincia que permanecieron en manos finlandesas fueron renombradas provincia de Kymi, con su centro en Kouvola. La provincia de Kymi se fusionó con otras en 1997 para crear la más grande provincia de Finlandia Meridional.

## Economía
El área tuvo una economía bien desarrollada debido a su proximidad a San Petersburgo, la capital del Imperio ruso. En 1856 se abrió el canal Saimaa (ruso: Сайменский канал, Saymensky kanal), que unía el lago Saimaa con la bahía de Víborg.
El desarrollo de la provincia se vio reforzado por la construcción del ferrocarril San Petersburgo-Riihimäki en 1870, el ferrocarril Víborg-Joensuu en 1894 y el ferrocarril Petrogrado-Hiitola en 1917.
La minería de granito, mármol (en Ruskeala) y de hierro de pantano, así como la tala, fueron ramas importantes de la industria. A partir de principios del siglo XX, Enso construyó una serie de centrales hidroeléctricas en las partes más altas del río Vuoksi para abastecer sus fábricas de pulpa y papel.

## Gobernadores
Gobernadores de la provincia de Viipuri de 1812 a 1945:
- Carl Johan Stjernvall (1812-1815)
- Carl Johan Walleen (1816-1820)

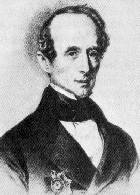
Carl Gustaf Mannerheim, gobernador de 1834 a 1839.

- Otto Wilhelm Klinckowström (1820-1821, suplente y 1821-1825)
- Carl August Ramsay (1825-1827, suplente y 1827-1834)
- Carl Gustaf Mannerheim (1834-1839)
- Fredric Stewen (1839-1844)
- Casimir von Kothen (1844-1846, suplente y 1846-1853)
- Alexander Thesleff (1853-1856)
- Bernhard Indrenius (1856-1866)
- Cristiano Theodor Åker-Blom (1866-1882)
- Woldemar von Daehn (1882-1885)
- Sten Carl Tudeer (1885-1888, suplente y 1888-1889)
- Johan Axel Gripenberg (1889-1899)
- Nikolai von Rechenberg (1900-1902
- Nikolai Mjasojedov (1902-1905)
- Konstantin Kazansky (1905, suplente y 1905)
- Mikael von Medem (1905-1906, suplente)
- Nikolai von Rechenberg (1906-1907)
- Birger Gustaf Samuel von Troil (1907-1910)
- Frans Carl Fredrik Josef von Pfaler (1910-1917)
- Vilho Sarkanen (Suplente 1917)
- Valfrid Suhonen (Suplente 1917-1918)
- Antti Hackzell (1918-1920)
- Lauri Kristian Relander (1920-1925)
- Arvo Manera (1925-1945)